# Caldo de carachi
 (novembre 2021).
Le caldo de carachi, également connu sous le nom de timpu de carachi, wallake, wallaqi, whallaque, est un bouillon de poisson des régions autour du lac Titicaca, largement consommé dans les régions de l'Altiplano de La Paz et du département péruvien de Puno,,.

## Caractéristiques
Le poisson utilisé dans sa préparation est appelé carachi,, une espèce endémique de l'écorégion du lac ; il existe des variantes qui le remplacent par du mauri, une autre espèce endémique, ainsi que par des truites, des espèces introduites dans le lac.
Le carachis, l'oignon, les gousses d'ail, l'aji amarillo, le koa, le muña, les pommes de terre et le chuño sont également utilisés dans sa préparation,. À Puno, le chuño noir est spécifiquement ajouté. La coutume péruvienne est de manger le poisson avec les mains, car il est très épineux, et le bouillon sur le côté.